# Panathinaikos Athen (Volleyball)
Panathinaikos Athlitikos Omilos (Kurzform: PAO) (griechisch Παναθηναϊκόςⓘ, ΠΑΟ) bezeichnet auch die Volleyball-Abteilung von Panathinaikos Athlitikos Omilos (Gesamt-Athener Sportklub) aus Athen. PAO spielt derzeit in der Griechischen A1-Liga, der höchsten Liga des Landes.

## Männer
Die Volleyballabteilung der Männer von Panathinaikos wurde im Jahr 1919 gegründet und gehört zu den ältesten Griechenlands. Seitdem ist Panathinaikos einer der erfolgreichsten Vereine Griechenlands und hat eine Vielzahl an Nationalspielern hervorgebracht. Die erfolgreichste Phase hatte man zwischen 1963 und 1986, als in 23 Jahren 17 nationale Titel gewonnen werden konnten und 1980 Panathinaikos den zweiten Platz beim Europapokal der Pokalsieger erreichen konnte. Die danach folgende Durststrecke mit lediglich zwei Griechischen Meisterschaften (1995, 1996) sowie einem dritten Platz beim Europapokal der Pokalsieger konnte erst wieder 2004 mit der Meisterschaft und dem vierten Platz beim CEV-Pokal beendet werden.
Zu verdanken hatte dies der Verein unter anderem seinem Präsidenten Vlasis Stathokostopoulos. Der finanzstarke Großgastronom übernahm den Verein im Sommer 2001 und investierte seitdem große Summen, um den Verein wieder zu alter Größe und Stärke zurückzuführen.
Für großes Aufsehen sorgte der Verein im Sommer 2005, als man auf dem Transfermarkt für drei Paukenschläge sorgte. Neben dem argentinischen Startrainer Carlos Javier Weber wurden die beiden Brasilianer Marcelo Elgarten und Dante Amaral verpflichtet, die mit ihrer Nationalmannschaft neben der Weltmeisterschaft auch die Goldmedaille bei den Olympischen Spielen 2004 in Athen erringen konnten. Mit diesen Verstärkungen sicherte sich Panathinaikos die griechische Meisterschaft 2006 und verlor dabei lediglich zwei Spiele. Gleichzeitig schaffte man es bis ins Finale um den Griechischen Pokal und erreichte den dritten Platz im Top Teams Cup. Nach der Saison erklärte Carlos Javier Weber aufgrund von privaten Problemen seinen Rücktritt als Trainer und kehrte in seine Heimat Argentinien zurück. An seiner Stelle wurde der Brasilianer Francisco dos Santos verpflichtet, der zu diesem Zeitpunkt Trainer der portugiesischen Nationalmannschaft war und auf Anhieb 2006 erstmals mit Panathinaikos den griechischen Supercup und 2007 den griechischen Pokal gewann.
2009 schaffte der Verein den Einzug ins Final4-Turnier um den CEV-Pokal und erreichte vor heimischem Publikum in Athen den zweiten Platz. Die 15.000 im Finale anwesenden Fans stellen dabei einen bis heute gültigen Europarekord für ein Volleyballspiel dar.

### Heimstätte
Ab 1959 trug Panathinaikos seine Heimspiele in der Sporthalle unter dem Apostolos-Nikolaidis-Stadion aus. Diese unterhalb der Ostkurve (Gate 6–7) gelegene Sporthalle im Herzen Athens war die erste ihrer Art in Griechenland. Aufgrund der geringen Zuschauerkapazität (ca. 1500 Zuschauer) entschloss sich der Verein 2005 seine Heimspiele im „Ethniko Athlitiko Kentro Glyfadas“ auszutragen. Die vom Stadtzentrum aus im südlichen Vorort Glyfada gelegene Sporthalle fasst 3232 Zuschauer und ist im öffentlichen Besitz. Bis 1985 war die 1970 errichtete Sporthalle die größte Athens und zweitgrößte Griechenlands. Seit 2011 ist das „Panagiotis Gazgas“ Panathinaikos Heimstätte. Die Sporthalle fasst 1.200 Zuschauer und befindet sich im Herzen Athens in unmittelbarer Nähe zum Panathinaiko-Stadion.

### Titel

#### Nationale Erfolge
- Griechischer Meister (21×): 1963, 1965, 1966, 1967, 1970, 1971, 1972, 1973, 1975, 1977, 1982, 1984, 1985, 1986, 1995, 1996, 2004, 2006, 2020, 2022, 2025
- Griechischer Pokalsieger (6×): 1982, 1984, 1985, 2007, 2008, 2010
- Griechischer Ligacup (4×): 2020, 2022, 2023, 2024
- Griechischer Supercup (2×): 2006, 2022

#### Internationale Erfolge
- CEV Champions League
  - Play-off 6: 2008

- CEV Cup Winners’ Cup / CEV Top Teams Cup / CEV Cup
  - Finalist: 1980, 2009
  - Platz 3: 1989, 2006

- CEV Cup / CEV Challenge Cup
  - Halbfinalist: 2022, 2023
  - Platz 4: 2004

### Spieler

#### Transfers 2025/2026
| Zugänge Adrian Aciobăniței (Alanya Belediyespor) Charalampos Andreopoulos (Delta Volley Porto Viro)0000 Spyros Bakodimos (Pamvochaikos) Angelos Mandilaris (Athlos Orestiadas) Georgios Papalexiou (AO Vlisvos) Filip Savovski (OK Vojvodina Novi Sad) Luca Spirito (Verona Volley) | Abgänge Maxwell Elgert (Le Plessis-Robinson) Andreas Frangos (AOP Kifisias) Maarten van Garderen (AO Vlisvos) Stefanos Mandilaris (Armeniki Peiraios) Georgios Petreas (AONS Milon) |

#### Aktueller Kader
| Nummer | Name                     | Nationalität       | Position        | Größe [cm] |
| ------ | ------------------------ | ------------------ | --------------- | ---------- |
| 01     | Stavros Kasampalis       | Griechenland       | Zuspieler       | 191        |
| 06     | Patrick Gasman           | Vereinigte Staaten | Mittelblocker   | 208        |
| 08     | Rasmus Breuning Nielsen  | Dänemark           | Diagonalspieler | 198        |
| 12     | Theodoros Voulkidis      | Griechenland       | Mittelblocker   | 200        |
| 18     | Grigoris Kontostathis    | Griechenland       | Libero          | 190        |
| 20     | Jonas Kvalen             | Norwegen           | Außenangreifer  | 196        |
| 70     | Aristidis Chandrinos     | Griechenland       | Libero          | 187        |
| 77     | Athanasios Protopsaltis  | Griechenland       | Außenangreifer  | 183        |
|        | Adrian Aciobăniței       | Rumänien           | Außenangreifer  | 195        |
|        | Charalampos Andreopoulos | Griechenland       | Außenangreifer  | 192        |
|        | Spyros Bakodimos         | Griechenland       | Außenangreifer  | 186        |
|        | Angelos Mandilaris       | Griechenland       | Diagonalspieler | 200        |
|        | Georgios Papalexiou      | Griechenland       | Mittelblocker   | 205        |
|        | Filip Savovski           | Nordmazedonien     | Mittelblocker   | 210        |
|        | Luca Spirito             | Italien            | Zuspieler       | 199        |

Stand: 30. Juni 2025

#### Bekannte ehemalige Spieler
Theodoris Baev, Theodoros Chatziantoniou, Konstantinos Christofidelis, Efstathios Donas, Dimitrios Kazazis, Michalis Koliopoulos, Ilias Lappas, Sotirios Pantaleon, Athanasios Psaras, Apostolos Nikolaidis, Athanasios Protopsaltis, Nikolaos Smaragdis, Georgios Stefanou, Anastasios Tentzeris
 Dante Amaral, Marcelo Elgarten, André Nascimento, Cleber De Oliveira, Victor Rangel
 Plamen Konstantinow
 Liberman Agamez
 Fernando Hernández
 Axel Jacobsen
 Björn Andrae
 Guillaume Samica
 Dawid Murek, Paweł Zagumny
 Vojin Ćaćić
 Dalibor Polak
 Andrija Gerić
 Clayton Stanley

### Bedeutende ehemalige Trainer
Alekos Leonis, Gerasimos Theodoratos

Carlos Javier Weber

Mauro Berutto, Roberto Serniotti

## Frauen
Die Frauenabteilung von Panathinaikos Athen wurde 1969 gegründet. Mit 23 gewonnenen Meisterschaften ist Panathinaikos Rekordmeister Griechenlands und stellt zumeist den Großteil der Griechischen Nationalmannschaft. Seine Heimspiele trägt der Verein im Klisto Leoforou Alexandras aus, welches sich unter der Ostkurve des Apostolos-Nikolaidis-Stadion befindet. Seinen größten internationalen Erfolg feierte die Frauenabteilung von Panathinaikos im Jahr 2000, als man den zweiten Platz des Europapokals der Pokalsieger erreichen konnte. 2007 schaffte es Panathinaikos als erste griechische Mannschaft, die Meisterschaft ohne Niederlage zu gewinnen. Dabei schaffte es der Verein in 22 Begegnungen der regulären Saison sowie sieben Play-off-Spielen, lediglich fünf Sätze abzugeben. 2009 stand der Verein abermals in einem europäischen Pokalfinale. Im Endspiel um den Challenge Cup unterlag man aber den Italienerinnen von Vini Monteschiavo Jesi 0-3.

### Titel
Insgesamt konnte die Frauenabteilung bisher 32 Titel gewinnen. Sechs Mal wurde das nationale Double erreicht (2005, 2006, 2008, 2009, 2010, 2022)
- Griechischer Meister (26×): 1971, 1972, 1973, 1977, 1978, 1979, 1982, 1983, 1985, 1988, 1990, 1991, 1992, 1993, 1998, 2000, 2005, 2006, 2007, 2008, 2009, 2010, 2011, 2022[3], 2023, 2024
- Griechischer Pokalsieger (6×): 2005, 2006, 2008, 2009, 2010, 2022

### Spielerinnen

#### Aktueller Kader
| Nummer | Name                     | Nationalität | Position          | Größe [cm] |
| ------ | ------------------------ | ------------ | ----------------- | ---------- |
| 01     | Irini Chatziefstratiadou | Griechenland | Mittelblockerin   | 185        |
| 02     | Marianna Belia           | Griechenland | Libero            | 165        |
| 04     | Evangelis Tani           | Griechenland | Zuspielerin       | 182        |
| 06     | Maret Grothues           | Niederlande  | Außenangreiferin  | 180        |
| 08     | Konstantina Vlachaki     | Griechenland | Außenangreiferin  | 179        |
| 10     | Athina Papafotiou        | Griechenland | Zuspielerin       | 181        |
| 12     | Martina Šamadan          | Kroatien     | Mittelblockerin   | 193        |
| 13     | Panagiota Rogka          | Griechenland | Libero            | 167        |
| 14     | Natalia Metaxa           | Griechenland | Mittelblockerin   | 182        |
| 15     | Bogumila Biarda          | Russland     | Diagonalspielerin | 191        |
| 16     | Georgina Antonakaki      | Griechenland | Libero            | 175        |
| 22     | Manolina Konstantinou    | Zypern       | Außenangreiferin  | 183        |

#### Bedeutende ehemalige Spielerinnen
Eva Chantava, Eleftheria Chatzinikou, Eleni Frangiadaki, Maria Garagouni, Niki Garagouni, Xanthi Milona, Rouxantra Ntoumitreskou, Charikleia Sakoula, Fidanka Saparevska, Georgia Tzanakaki
 Lira Ribas
 Jennifer Cross
 Jana-Franziska Poll
 Jana Šimánková
 Marisa Fernández
 Brižitka Molnar, Sanja Tomasevic
 Monique Adams

#### Retired Numbers
- 9 – Rouxantra Ntoumitreskou (2003–2010, Außenangreiferin)

## Hymne
Panathinaikos Hymne stammt von Georgios Mouzakis (* 15. August 1922; † 27. August 2005) aus dem Jahr 1958. Den Text dazu verfasste Georgios Ikonomidis.
| Griechisch Σύλλογος μεγάλος δεν υπάρχει άλλος δεν υπάρχει άλλος πιο δυναμικός. Και χιλιάδες φίλοι μόλις δουν τριφύλλι ζήτω λένε ο Παναθηναϊκός. Παναθηναϊκέ, Παναθηναϊκέ, Παναθηναϊκέ μεγάλε και τρανέ. Παναθηναϊκέ, Παναθηναϊκέ, πρωταθλητή σ'όλα τα σπορ παντοτινέ. Σ'έχουνε δοξάσει οι γνωστοί σου άσσοι που λεβέντες είναι όλοι με καρδιά. Χαίρεται η Ελλάδα που έχει τέτοια ομάδα που της νίκης έχει πάντα τα κλειδιά Παναθηναϊκέ, Παναθηναϊκέ, Παναθηναϊκέ μεγάλε και τρανέ. Παναθηναϊκέ, Παναθηναϊκέ, πρωταθλητή σ'όλα τα σπορ παντοτινέ. | Deutsch Eine Mannschaft so groß wie dich gibt es nicht, es gibt keine andere so dynamische. Und tausende von Anhänger, sobald sie das Kleeblatt sehen, jubeln „es lebe Panathinaikos“ Panathinaikos, Panathinaikos, Panathinaikos du großer und ruhmreicher. Panathinaikos, Panathinaikos, ewiger Meister aller Sportarten. Es haben dich deine bekannten Stars geehrt, die alle Helden sind mit großem Herzen. Es freut sich ganz Griechenland so einen Verein zu haben, der immer die Schlüssel zum Sieg besitzt Panathinaikos, Panathinaikos, Panathinaikos du großer und ruhmreicher. Panathinaikos, Panathinaikos, ewiger Meister aller Sportarten. |